# Bogdán Ádám
Bogdán Ádám (Budapest, 1987. szeptember 27. –)  magyar válogatott kapus.

## Pályafutása

### Klubcsapatokban

#### Vasas
Bogdán a II. Kerületi UFC-nél lett igazolt labdarúgó, de nagyon fiatalon a Vasashoz került. Itt kötötte első profi szerződését is, ám a felnőttek között egyszer sem kapott lehetőséget az angyalföldi klubban. Kölcsönben Vecsésre került, ahol 19 évesen tucatnyi NB II-es mérkőzésen játszott.

#### Bolton Wanderers
2007 nyarán - már magyar U21-es válogatottként - két kétéves szerződést írt alá az angol élvonalbeli Bolton Wanderers FC csapatával. Eleinte a tartalékcsapatnál foglalkoztatták, majd 2009-ben egyhónapos kölcsönszerződést írt alá a Crewe Alexandra FC-vel. A Crewe-nál egyetlen mérkőzésen, a Bury ellen játszott, csapata 3–2-es vereséget szenvedett.
A Bolton első csapatában 2010. augusztus 24-én debütált a Ligakupában, a Southampton ellen. A bajnokságban öt nappal később léphetett pályára először, a 37. percben cserélték be, miután a csapat első számú kapusát, Jussi Jääskeläinent kiállították. A végeredmény 2–2 lett, Bogdán egy gólt kapott, a 91. percben pedig bravúrosan védett lábbal, pontot mentve csapatának. A Premier League-ben a következő fordulóban, szeptember 7-én volt először kezdő, az Arsenal ellen (1–4). Annak ellenére, hogy 4 gólt kapott, dicsérték a teljesítményét, nagy védései is voltak a meccsen. Jääskeläinen visszatérését követően még az Aston Villa (1–1), és a Blackburn (0–1) ellen kapott játéklehetőséget a szezonban.
A 2011–12-es szezon első felében továbbra is második számú kapusként vették számításba - egyedül a Chelsea ellen játszott ősszel, azon a meccsen csapata 5–1-es vereséget szenvedett. 2012 év elején azonban Jääskeläinen megsérült, így Bogdán állhatott a kapuba az Everton ellen. A következő fordulóban a Manchester United elleni 3–0-s vereség alkalmával szintén Bogdán védett: több hatalmas bravúrja is akadt, sőt Wayne Rooney büntetőjét is hárította. Remek teljesítményeinek köszönhetően Jääskeläinen felépülését követően is a kezdőben hagyta őt Owen Coyle menedzser, ám a Bolton gyenge tavaszi formája miatt végül kiesett a Premier League-ből. Bogdán összesen 24 PL-meccsen viselte a Wanderers mezét, a 2011-2012-es szezon végén ráadásul a szurkolók az Év Játékosának választották a klubnál.
2012-2013-ra is maradt a Boltonnál, ő volt a Championshipben a feljutásért küzdő klub első számú kapusa. Összesen 41 mérkőzésen kapott lehetőséget, de klubja az évad utolsó meccsén elveszített pontok miatt (vs. Blackpool, 2-2) lecsúszott a feljutásért játszott play-offról. Egy évvel később még nehezebb szezon következett: a Bolton mindössze egyetlen meccset nyert a másodosztályú évad első 12 fordulójában, mielőtt egy edzésen Bogdán térdsérülést szenvedett. A kapus 13 meccset volt kénytelen kihagyni a bajnokságban, majd visszatérése után három fordulón keresztül Andy Lonergan mögött ült a cserepadon. Miután a Bolton zsinórban háromszor, összesen 10 gólt kapva veszített, Dougie Freedman a szezon hátralévő részében összesen 7 kapott gól nélküli mérkőzéssel járult hozzá, hogy korábban az alsó házban küszködő csapata simán megmeneküljön a kieséstől.
2014-2015-ben szintén az ő nevével kezdődött a Bolton összeállítása, sőt, a Bury elleni Ligakupa-meccsen csapatkapitányként vezette a Boltont, ám a csapat ismét borzalmasan kezdte az idényt. A negyedik fordulóban, egy Brighton & Hove Albion ellen vívott mérkőzésen Bogdánt sérülés miatt le kellett cserélni az első félidőben, és bár egy héttel később, a Leeds ellen már ismét bevethető volt, a csapat az első öt meccséből négyet elveszített. A bajokat tetézte, hogy nem sokkal később a magyar kapus edzésen ujját törte , ami miatt nyolc hetes kihagyásra kényszerült. Visszatérését követően a csapat új edzője, a skót Neil Lennon egy ideig Lonergant favorizálta a kapuban a bajnoki meccseken. Bogdán védett viszont az FA-kupában: januárban előbb a Wigan Athletic elleni meccset hozta le kapott gól nélkül (1-0), majd két héttel később, a Liverpoollal vívott idegenbeli meccsen (0-0) is parádézott a kapuban. Ez utóbbi döntő jelentőségűnek bizonyult későbbi pályafutása szempontjából: bár a bajnokság utolsó hat fordulójára visszakerült a Bolton kapujába, Bogdán végül nem hosszabbította meg lejáró szerződését a klubbal, inkább aláírt az iránta az FA-kupa meccs óta élénken érdeklődő Liverpoolhoz.

#### Liverpool
Bogdán 2015. június 10-én írta alá szerződését a 18-szoros angol bajnok Liverpoollal. Átigazolási díjat nem fizettek érte, szerződése lejártával ingyen csatlakozhatott a Brendan Rodgers által irányított Vörösökhöz. A klub eredendően második számú kapusként számított rá a belga válogatott Simon Mignolet mögött.
Bemutatkozására szeptember 23-án a Carlisle United elleni Ligakupa mérkőzésen került sor, az Anfielden: a döntetlenre végződő rendes játékidőt követően Bogdán a büntetőpárbajban három tizenegyest is kivédett, ezzel továbbjuttatva csapatát a következő körbe. Október 28-án, a Bournemouth ellen szintén ő állt a kapuban a Ligakupa nyolcaddöntőjében (1-0), majd december 2-án a Southamptonnal szemben kivívott negyeddöntős siker (6-1) alkalmával is az ő nevével kezdődött az összeállítás. Kiváló teljesítménye, és Mignolet kisebb sérülése miatt az időközben Rodgers helyére ültetett új edző, Jürgen Klopp neki szavazott bizalmat a december 20-i, Watford elleni bajnokin, ám Bogdán bajnoki bemutatkozása nem sikerült jól: a harmadik percben egy szöglet utáni kavarodásban szabálytalankodtak ellene, ezért kiejtette a labdát, ám mivel a játékvezető sípja néma maradt, Nathan Aké zavartalanul lőhetett a hálóba, megszerezve ezzel a vezetést az ellenfélnek. A Liverpool végül 3-0-s vereséget szenvedett, így Bogdán hiába lett Kozma István után a második magyar labdarúgó, aki felnőtt bajnoki mérkőzésen pályára lépett a Liverpool színeiben, nem lehetett teljesen elégedett. Néhány héttel később az Exeter City elleni FA kupa-meccsen Bogdán ismét kezdőként lépett pályára, ám nagyon szerencsétlen gólt kapott szögletből. Mivel a mérkőzés 2–2-es döntetlennel ért véget, Bogdánból bűnbak lett: Jürgen Klopp visszarendelte Liverpoolba a skót Aberdeenhez kölcsönadott Danny Wardot, így a magyar játékosból az idény hátralévő részére jobbára harmadik számú kapus vált.
Ezzel együtt február 28-án a Manchester City ellen - hosszabbítás, majd büntetőpárbaj után - elveszített Ligakupa-döntőben Bogdán ülhetett le a kispadra. A Premier League-ben még egy mérkőzésen kapott lehetőséget az idényben: a zárófordulóban a West Brom elleni 1–1 alkalmával védte a Liverpool kapuját. 2019 nyarán a lejáró szerződését nem hosszabbították meg, így 2019 júliusától szabadon igazolható játékos lett.

#### Wigan Athletic
2016. július 20-án a másodosztályú Wigan Athletic egy évre kölcsönvette Bogdánt a Liverpooltól. A magyar kapus bemutatkozásként úgy hárított büntetőt a Macclesfield Town elleni felkészülési mérkőzésen (0-0), hogy a labda ki sem pattant róla.
Tétmeccsen első alkalommal augusztus 6-án játszott új csapatában: a Bristol City elleni Championship-mérkőzésen a Wigan 2-1-es vereséget szenvedett. Augusztus 20-án, a Nottingham Forest elleni bajnoki meccsen büntetőt védett, igaz, a kipattanót berúgták, a meccset pedig 4–3-ra elvesztette csapata. Bogdán újra formába lendült új klubjában, és az első 19 fordulóban hatszor is kapott gól nélkül zárt, pedig a Wigan folyamatosan a tabella alsó harmadában küszködött. Edzői, Gary Caldwell, majd Warren Joyce egyaránt bíztak benne, miközben egykori boltoni riválisa, az ekkor már 43 esztendős finn Jussi Jääskeläinen volt mögötte a tartalék.
Bogdán remek szezonjának egy brutális sérülés vetett véget: november 19-én a Barnsley elleni bajnokin jobb térdén keresztszalag-szakadást szenvedett. Az évad hátralévő részét kihagyta, sőt, rehabilitációjának elhúzódása és a felmerülő komplikációk miatt 2017-2018-ban sem tudott pályára lépni egyetlen hivatalos meccsen sem.

#### Hibernian FC
Felépülését követően több csapattal is szóba hozták, ezek közül a kapus konkrétan a Leeds és a Celtic érdeklődését erősítette meg 2018 februárjában, ám mivel ekkor még nem volt százszázalékosan bevethető állapotban, inkább Liverpoolban maradt. 2018. július 2-án aztán bejelentették, hogy Bogdán a skót Hibernian csapatához kerül kölcsönbe a 2018-2019-es szezonra. Új klubjában július 12-én, az Európa-liga 2018–2019-es kiírásának selejtezőjében, a feröeri Runavík ellen aratott 6-1-es győzelem alkalmával mutatkozott be.
Az Európa-liga selejtezőjének második körében, a görög Aszterasz Tripolisz elleni visszavágón (1-1) Bogdán hatalmas védésekkel segítette továbbjutáshoz csapatát, a skót sajtó világszínvonalú teljesítményéről cikkezett. Neil Lennon vezetőedző, aki már a Boltonnál is dolgozott együtt a kapussal, folyamatosan első számú hálóőrként számít rá a bajnokságban, amit Bogdán hétről-hétre remek teljesítménnyel hálál meg: 2018. szeptember 22. és október 10. között zsinórban négy mérkőzésen őrizte meg kapuját a góltól. Később sérülés miatt nem állhatott csapata rendelkezésére a szezon második felének nagy részében.
Miután lejárt mind skóciai, mind pedig a liverpooli szerződése, Bogdán szabadon igazolható játékossá vált. Ezt követően edzett volt klubjánál, a Vasasnál, majd edzett a svéd első osztályú AIK Fotboll csapatánál is. 2019. november 21-én végül újra aláírt a Hiberniannez. Bogdán rövid távú, az év végéig szóló szerződést írt alá régi-új klubjával, akiknek Chris Maxwell távozása miatt volt szükségük új kapusra. 2020 januárjában kontraktusát meghosszabbították a szezon végéig, aminek lejártával távozott a csapattól.

#### Ferencváros
2020. július 1-én a Ferencváros bejelentette a leigazolását.
A magyar élvonalban először 2021. április 17-én a Kisvárda ellen 0–0-ra végződő idegenbeli mérkőzésen lépett pályára.
2022 májusában szerződést hosszabbított a klubjával.
2023. június 8-án a Ferencvárosi TC a hivatalos honlapján bejelentette, hogy Bogdán Ádám távozik a csapattól. A magyar válogatott kapus 3 év alatt összesen 24 bajnoki, nemzetközi és hazai kupamérkőzésen valamint 11 egyéb találkozón lépett pályára.

### A válogatottban

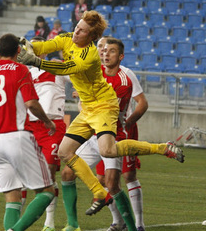
Bogdán a Lengyelország elleni mérkőzésen, 2011-ben

Az U21-es válogatottba először 2007-ben hívta be őt Róth Antal szövetségi edző. Ebben az évben végigvédte az Európa-bajnoki selejtezőket, teljesítményével pedig felhívta magára Erwin Koeman szövetségi kapitány figyelmét is. A holland edző 2008 októberében egy Málta elleni mérkőzésre készülve hívta be keretébe a kapust, aki 2009-ben, egy Belgiumban vívott barátságos meccsen ült először a nemzeti csapat kispadján Stabil kerettag két év múlva, már Egervári Sándor irányítása alatt vált belőle.
Bemutatkozására 2011. június 3-án, Luxemburg ellen, egy barátságos meccsen (1–0) került sor. A Csehország elleni barátságos mérkőzésen nagy védéseket mutatott be, és neki is köszönhetően nyert a magyar csapat 2–1-re. 2012. szeptember 7-én az Andorra elleni vb-selejtezőn először volt tétmeccsen is a nemzeti csapat tagja - a válogatott 5–0-ra nyert.
A 2014-es világbajnokságra való kijutásért vívott selejtezők nagy részén (tízből hét meccsen) Bogdán volt a magyar csapat kapusa. Ő védett a törökök ellen bravúrral megnyert hazai selejtezőn (3-1), de pályára lépett a rossz emlékű bukaresti román-magyar rangadón is, amelyet a válogatott borzalmas játékkal, 3-0-ra veszített el. Bogdánnak hiába voltak remek védései a meccsen, nem tudott segíteni az egyre rosszabb formába kerülő nemzeti csapaton, amely az utolsó, amszterdami selejtező meccsen végleg összeomlott: a Hollandiától elszenvedett 8-1-es vereség volt mindezidáig az utolsó tétmeccs, amelyen Bogdán védte a magyar válogatott kapuját.
Az Egervári Sándor menesztése után kinevezett új kapitány, Pintér Attila első meccsén is pályára lépett, ám a csapat Finnországtól is kikapott, 2-1-re. 2014-ben ez volt Bogdán egyetlen válogatott meccse. 2015-ben nem lépett pályára a nemzeti csapatban, ám a keretben rendre helyet kapott, így akkor is, amikor a csapat a Norvégia elleni pótselejtezőn kiharcolta a 2016-os Európa-bajnokságra való részvételt. 2016. március 26-án Horvátország ellen, mintegy két évvel legutóbbi válogatott meccse után ismét pályára lépett a nemzeti csapatban: a félidőben cserélték be, gólt nem kapott.
Nyár elején helyet kapott Bernd Storck Eb-re készülő keretében, ám a szövetségi kapitány jelezte neki: bárhogyan is teljesít az edzőtáborban, csak negyedik opcióként tekint rá Király Gábor, Gulácsi Péter és Dibusz Dénes mögött. Bogdán ilyen előzmények után nem vállalta a részvételt az edzőtáborban. A helyére Megyeri Balázs került, ám végül ő sem került be a franciaországi tornára kiutazó magyar keretbe.
2021 májusában meghívót kapott Marco Rossi szövetségi kapitánytól az Európa-bajnokságra készülő magyar válogatott 30-as bő keretébe, majd bekerült a kontinenstornára nevezett 26 fős keretbe is. Az Európa-bajnokságon nem lépett pályára, mindhárom találkozón Gulácsi Péter védte a magyar csapat kapuját.

## Sikerei, díjai
Liverpool
- Angol Ligakupa-döntős: 2015–16

 Ferencvárosi TC
- Magyar bajnok (3): 2020–21,[30] 2021–22,[31] 2022–23[32]
- Magyar kupagyőztes (1): 2022[33]

Egyéni
- Az év magyar labdarúgója: 2012, 2013
- Bolton Wanderers Az év játékosa – szurkolói díj: 2011–12

## Statisztikái

### Klubcsapatokban
2023. május 13-án lett frissítve.
| Klub                         | Szezon           | Bajnokság       | Bajnokság | Angol Ligakupa / Kupa | Angol Ligakupa / Kupa | FA-kupa         | FA-kupa | Egyéb / Nemzetközi | Egyéb / Nemzetközi | Összesen        | Összesen |
| Klub                         | Szezon           | Pályára lépések | Gólok     | Pályára lépések       | Gólok                 | Pályára lépések | Gólok   | Pályára lépések    | Gólok              | Pályára lépések | Gólok    |
| ---------------------------- | ---------------- | --------------- | --------- | --------------------- | --------------------- | --------------- | ------- | ------------------ | ------------------ | --------------- | -------- |
| Bolton Wanderers             | 2007–08          | 0               | 0         | 0                     | 0                     | 0               | 0       | 0                  | 0                  | 0               | 0        |
| Bolton Wanderers             | 2008–09          | 0               | 0         | 0                     | 0                     | 0               | 0       | 0                  | 0                  | 0               | 0        |
| Bolton Wanderers             | 2010–11          | 4               | 0         | 2                     | 0                     | 3               | 0       | 0                  | 0                  | 9               | 0        |
| Bolton Wanderers             | 2011–12          | 20              | 0         | 3                     | 0                     | 5               | 0       | 0                  | 0                  | 28              | 0        |
| Bolton Wanderers             | 2012–13          | 41              | 0         | 0                     | 0                     | 0               | 0       | 0                  | 0                  | 41              | 0        |
| Bolton Wanderers             | 2013–14          | 29              | 0         | 0                     | 0                     | 0               | 0       | 0                  | 0                  | 29              | 0        |
| Bolton Wanderers             | 2014–15          | 10              | 0         | 1                     | 0                     | 2               | 0       | 0                  | 0                  | 13              | 0        |
| Bolton Wanderers             | Összesen         | 104             | 0         | 6                     | 0                     | 10              | 0       | 0                  | 0                  | 120             | 0        |
| Crewe Alexandra (Kölcsönben) | 2009–10          | 1               | 0         | 0                     | 0                     | 0               | 0       | 0                  | 0                  | 1               | 0        |
| Liverpool                    | 2015–16          | 2               | 0         | 3                     | 0                     | 1               | 0       | 0                  | 0                  | 6               | 0        |
| Liverpool                    | 2017–18          | 0               | 0         | 0                     | 0                     | 0               | 0       | 0                  | 0                  | 0               | 0        |
| Wigan Athletic (kölcsönben)  | 2016–17          | 17              | 0         | 0                     | 0                     | 0               | 0       | 0                  | 0                  | 17              | 0        |
| Hibernian (kölcsönben)       | 2018–19          | 18              | 0         | 1                     | 0                     | 1               | 0       | 5                  | 0                  | 25              | 0        |
| Hibernian                    | 2019–20          | 0               | 0         | 0                     | 0                     | 0               | 0       | 0                  | 0                  | 0               | 0        |
| Ferencváros                  | 2020–21          | 5               | 0         | 2                     | 0                     | 0               | 0       | 0                  | 0                  | 7               | 0        |
| Ferencváros                  | 2021–22          | 7               | 0         | 3                     | 0                     | 0               | 0       | 1                  | 0                  | 11              | 0        |
| Ferencváros                  | 2022–23          | 3               | 0         | 2                     | 0                     | 0               | 0       | 1                  | 0                  | 6               | 0        |
| Ferencváros                  | Összesen         | 15              | 0         | 7                     | 0                     | 0               | 0       | 2                  | 0                  | 24              | 0        |
| Karrier összesen             | Karrier összesen | 157             | 0         | 17                    | 0                     | 12              | 0       | 7                  | 0                  | 193             | 0        |

### Mérkőzései a válogatottban
| Magyarország | Magyarország         | Magyarország                      | Magyarország     | Magyarország | Magyarország  | Magyarország | Magyarország | Magyarország |
| #            | Dátum                | Helyszín                          | Hazai            | Eredmény     | Vendég        | Kiírás       | Gólok        | Esemény      |
| ------------ | -------------------- | --------------------------------- | ---------------- | ------------ | ------------- | ------------ | ------------ | ------------ |
| 1.           | 2011. június 3.      | Luxembourg, Stade Josy Barthel    | Luxemburg        | 0 – 1        | Magyarország  | barátságos   | -            |              |
| 2.           | 2011. augusztus 10.  | Budapest, Puskás Ferenc Stadion   | Magyarország     | 4 – 0        | Izland        | barátságos   | -            |              |
| 3.           | 2011. november 11.   | Budapest, Puskás Ferenc Stadion   | Magyarország     | 5 – 0        | Liechtenstein | barátságos   | -            | 81'          |
| 4.           | 2011. november 15.   | Poznań, Városi Stadion            | Lengyelország    | 2 – 1        | Magyarország  | barátságos   | -            |              |
| 5.           | 2012. február 29.    | Győr, ETO Park                    | Magyarország     | 1 – 1        | Bulgária      | barátságos   | -            | 84'          |
| 6.           | 2012. június 1.      | Prága, Generali Arena             | Csehország       | 1 – 2        | Magyarország  | barátságos   | -            |              |
| 7.           | 2012. június 4.      | Budapest, Puskás Ferenc Stadion   | Magyarország     | 0 – 0        | Írország      | barátságos   | -            |              |
| 8.           | 2012. augusztus 15.  | Budapest, Puskás Ferenc Stadion   | Magyarország     | 1 – 1        | Izrael        | barátságos   | -            |              |
| 9.           | 2012. szeptember 7.  | Andorra la Vella, Estadi Comunal  | Andorra          | 0 – 5        | Magyarország  | vb-selejtező | -            |              |
| 10.          | 2012. szeptember 11. | Budapest, Puskás Ferenc Stadion   | Magyarország     | 1 – 4        | Hollandia     | vb-selejtező | -            |              |
| 11.          | 2012. október 12.    | Tallinn, A. Le Coq Aréna          | Észtország       | 0 – 1        | Magyarország  | vb-selejtező | -            |              |
| 12.          | 2012. október 16.    | Budapest, Puskás Ferenc Stadion   | Magyarország     | 3 – 1        | Törökország   | vb-selejtező | -            |              |
| 13.          | 2013. február 6.     | Belek, Bellis Sports Center (TUR) | Fehéroroszország | 1 – 1        | Magyarország  | barátságos   | -            |              |
| 14.          | 2013. június 6.      | Győr, ETO Park                    | Magyarország     | 1 – 0        | Kuvait        | barátságos   | -            |              |
| 15.          | 2013. augusztus 14.  | Budapest, Puskás Ferenc Stadion   | Magyarország     | 1 – 1        | Csehország    | barátságos   | -            |              |
| 16.          | 2013. szeptember 6.  | Bukarest, Nemzeti Stadion         | Románia          | 3 – 0        | Magyarország  | vb-selejtező | -            |              |
| 17.          | 2013. szeptember 10. | Budapest, Puskás Ferenc Stadion   | Magyarország     | 5 – 1        | Észtország    | vb-selejtező | -            |              |
| 18.          | 2013. október 11.    | Amszterdam, Amsterdam ArenA       | Hollandia        | 8 – 1        | Magyarország  | vb-selejtező | -            |              |
| 19.          | 2014. március 5.     | Győr, ETO Park                    | Magyarország     | 1 – 2        | Finnország    | barátságos   | -            | 40'          |
| 20.          | 2016. március 26.    | Budapest, Groupama Aréna          | Magyarország     | 1 – 1        | Horvátország  | barátságos   | -            | 46'          |
| 21.          | 2021. június 8.      | Budapest, Szusza Ferenc Stadion   | Magyarország     | 0 – 0        | Írország      | barátságos   | -            | 63'          |
|              | Összesen             |                                   |                  | 21           | mérkőzés      |              | 0            | gól          |